# La fábrica (cuento de Ray Bradbury)
La fábrica (título original en inglés: Powerhouse) es un cuento del escritor estadounidense Ray Bradbury publicado originalmente en la revista Charm de marzo de 1948.
Fue incluido en sus antologías de cuentos Las doradas manzanas del sol (1953), Twice 22 (1966) y The Ray Bradbury Stories (1980).

## Argumento
Berty cabalga junto a su marido por Arizona. Ha recibido un telegrama comunicándole que su madre está grave, muriéndose, y hacia allá acuden.
Berty, sobre el caballo, va pensando en su vida, y en la ausencia en ella de la religión. Una tormenta amenaza a lo lejos y deciden pernoctar en un edificio solitario: una central eléctrica.
Allí, esa noche, Berty tendrá una revelación que cambiará su manera de ver la vida. 